# پاکلچرچ
پاکلچرچ (به انگلیسی: Pucklechurch) یک روستا و محله مدنی در بریتانیا است که در South Gloucestershire واقع شده‌است. پاکلچرچ ۲٬۹۰۴ نفر جمعیت دارد.